# Aarhus

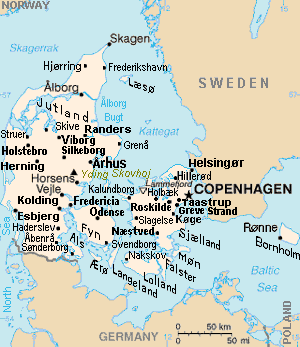
Aarhus [left center] is south of Randers, northeast of Kolding và Esbjerg, on Denmark's Jutland peninsula.

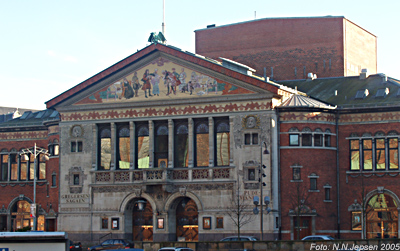
Mặt trước nhà hát Aarhus

Aarhus (ở Đan Mạch thường viết là Århus) là thành phố lớn thứ nhì của Đan Mạch, nằm bên Vịnh Århus, phía đông bán đảo Jutland. Trung tâm thành phố nằm trên thung lũng sông nhỏ mang tên Aarhus, các khu khác nằm trên các vùng đồi chung quanh cao hơn. Ngay ngoại ô phía bắc, có khu rừng nhỏ Riiskov (khoảng 80 ha) và ngoại ô phía nam có rừng Marselisborg Skov (khoảng 1300 ha). Hai nơi này thường được dân chúng dùng làm nơi dạo chơi hoặc picnic. Về phía tây có hồ Brabrand (153 ha) và hồ Årslev Engsø (khoảng 100 ha), cũng là nơi dạo chơi được ưa chuộng.

## Lịch sử
Tên thành phố Aarhus thời trung cổ là Arus, do tiếng Đan Mạch cổ Àròs, nghĩa là Cửa sông nhỏ. Các nghiên cứu khảo cổ mới đây cho thấy là thành phố đã được xây dựng từ cuối thế kỷ thứ 8. Người ta đã tìm thấy các hạt tròn thủy tinh và các nhà dài hẹp, nửa chôn dưới đất (grubehus). Các nhà này vừa được dùng làm nhà ở, vừa dùng làm xưởng làm việc. Người ta đã tìm thấy các lược chải đầu và các vật trang sức trong các nhà này, chứng tỏ chúng xuất hiện từ khoảng năm 900. Người ta cũng tìm thấy 6 tấm bia đá khắc chữ rune được dựng lên từ khoảng năm 1.000 tại Aarhus và vùng lân cận. Việc khai quật mới nhất trong mùa xuân năm 2005 đã phát hiện một mương rãnh từ khoảng năm 850. Dường như mương rãnh này đã được lấp đầy từ năm 870, rồi thành phố được dựng lên từ đây. Việc khai quật này cũng phát hiện 1 chiến lũy hình bán nguyệt bao quanh thành phố ở hướng đất liền (mặt phía đông là eo biển Kattegat). Chiến lũy này được dựng lên từ thời Viking, khoảng năm 934, dường như để bảo vệ thành phố do việc công tước Sachsen Henrik I (876 - 936) tấn công bán đảo Jutland. Vào hậu bán thế kỷ thứ 10, chiến lũy này được củng cố, và vào thế kỷ thứ 13 được nới rộng ra với chiều rộng 20 m, chiều cao từ 6 tới 8 m.
Năm 948, thành phố đã được dùng làm trụ sở giáo phận, dưới thời vua Harald răng xanh (Harald Blåtand). Khoảng năm 1040, vua Knude III và sau đó vua Magnus den Gode đã cho đúc tiền kim loại tại đây. Thành phố Aarhus cũng được sử gia Adam of Bremen (khoảng 1040 - 1081) nói đến lần đầu, khi ông ta viết: Reginbrand, giám mục Aarhus (Harusa) tham dự cuộc họp giáo hội tại thành phố Ingelham ở Đức.
Từ thế kỷ thứ 12, Aarhus đã phát triển mạnh và được vua Christoffer III cấp cho đặc quyền thương trấn từ ngày 2 tháng 7 năm 1441. Tới thế kỷ 17, 18, Aarhus trở nên một thành phố buôn bán quan trọng nhờ có một hải cảng thuận lợi. Ngoài nội thương, Aarhus cũng buôn bán với Na Uy, Lübeck, Amsterdam, Anh, Pháp và Tây Ban Nha. Giữa thế kỷ thứ 17, Aarhus có một đoàn thương thuyền khoảng 100 tàu. Việc xuất cảng lúa gạo sang Na Uy và nước ngoài hàng năm lên tới khoảng 20.000 tønder, tới đầu thế kỷ 18 tăng lên tới khoảng 36.000 tønder. Sau đó tới thời kỳ suy thoái. Vào năm 1735 Århus chỉ còn buôn bán chút ít với Na Uy và Lübeck. Đoàn thương thuyền chỉ còn 31 tàu.
Århus tiến bộ nhanh từ thế kỷ thứ 19. Năm 1800 Århus chỉ là thành phố thứ ba của bán đảo Jutland, nhưng đến năm 1840 thì Århus vượt thành phố Randers và đến năm 1850 cũng vượt qua thành phố Aalborg.
Trong cả hai cuộc chiến tranh Schleswig (1848 - 1850 và 1864), Århus đều bị quân thù chiếm đóng.

## Dân số

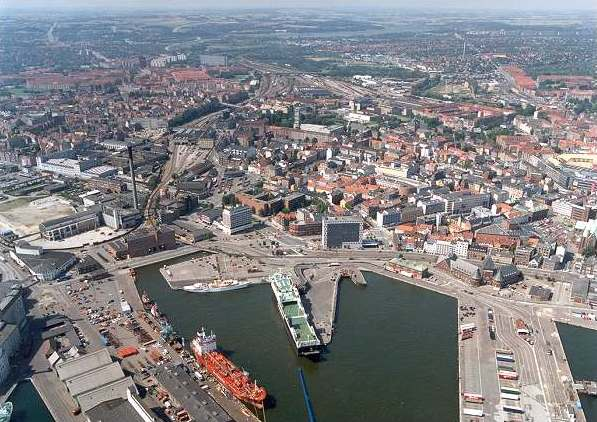
Nội thành Århus 1998.

Năm 1950, Århus có khoảng 150.000 dân. Tới ngày 1.1.2008, Århus có 298.536 cư dân, riêng nội thành là 228.123 người. Khoảng 65.000 dân dưới 18 tuổi. Tỷ lệ gia tăng khoảng 1% mỗi năm. Gần 12% là dân nhập cư. Năm 2005, các nhóm dân nhập cư đông nhất là người Liban (4.368), Thổ Nhĩ Kỳ (3.936), Somalia (3.113), Iraq (2.728), Việt Nam (2.373), Iran (2.188), Ba Lan (1.368), Đức (1.490), Afghanistan (1.134), Na Uy (1.111), Anh (745). Khu Gellerup ở phía tây thành phố có 88% dân nhập cư (năm 2006), phần lớn là người Ả Rập, Thổ nhĩ Kỳ, Somalia.

## Giao thông
Århus có hải cảng thuộc hạng lớn nhất vùng Scandinavia và là một trong số 100 cảng container lớn nhất thế giới. Năm 2006, cảng có khối lượng hàng vận chuyển trên 12 triệu tấn. Cảng Århus có điểm lợi là nằm trong vùng vịnh ít bị đóng băng trong các mùa đông khắc nghiệt. Hàng ngày, có các tuyến tàu phà chở người và xe cộ từ Århus tới đảo Zealand
Århus nằm gần xa lộ châu Âu E45, có các đường xe lửa nối với Copenhagen, các thành phố khác của Đức như Berlin, Hamburg vv... và các thành phố lân cận. Nhà ga xe lửa đầu tiên được khánh thành năm 1862, nhà ga thứ hai năm 1884 và nhà ga thứ ba hiện nay được khánh thành năm 1929.
Aarhus cũng có một phi trường nằm tại Tirstrup, cách Aarhus gần 40 km. Việc giao thông công cộng trong thành phố và các vùng ngoại ô được các xe bus đảm nhiệm.

## Văn hóa và giáo dục
Århus được coi là thủ phủ của bán đảo Jutland. Århus có một trường đại học tổng hợp (1928) với trên 35.000 sinh viên, các trường Cao đẳng thương mại, kỹ thuật, trường báo chí Đan Mạch, Thư viện quốc gia (1902), nhạc viện, rất nhiều nhà bảo tàng vv... Hàng năm Århus đều tổ chức 1 tuần lễ hội vào đầu tháng 9, với các chủ đề văn hóa, âm nhạc khác nhau. Århus cũng đã tổ chức Liên hoan nhạc Jazz quốc tế (Aarhus International Jazz Festival) cùng nhiều cuộc hội diễn khác.

## Thể thao
Về bóng đá, Aarhus có đội AGF nằm trong Siêu hạng (superliga) của Đan Mạch và một đội bóng đá hạng nhất là Århus Fremad. Về bóng ném nam có đội Århus GF (đang đứng thứ nhì giải hạng nhất) và đội bóng ném nữ ở giải hạng nhất là SK Århus. Về bóng rổ có đội Bakken Bears (nhiều năm vô địch Đan Mạch). Århus cũng từng đứng ra tổ chức các giải thể thao quốc tế như:
- năm 2002: Giải vô địch bóng ném nữ châu Âu (European Women's Handball Championship)
- năm 2005: Giải vô địch bóng bàn châu Âu
- năm 2006: Giải Thể dục nghệ thuật thế giới
- năm 2006: Cúp bóng ném nữ thế giới
- năm 2006: Giải Khiêu vũ thể thao World Standard

## Các nơi đáng tham quan
- Nhà thờ chính tòa Århus (Århus Domkirke)
- Tòa thị chính (Århus Rådhus)
- Khu cổ thành (Den Gamle By)
- Vườn bách thảo (Botaniske Have)
- Khu giải trí Tivoli Freheden
- Nhà trưng bày nghệ thuật đương đại ARoS
- Lâu đài Marselisborg (nhà nghỉ của Nữ hoàng Đan Mạch)
- Vườn bách thú (Dyrehaven)
- Nhà bảo tàng phụ nữ Đan Mạch (Kvindemuseet i Danmark)
- Nhà bảo tàng lịch sử thiên nhiên (Naturhistorisk Museum)
- Nhà bảo tàng nghệ thuật Århus (Århus Kunstbygning)
- Nhà âm nhạc (Musikhuset)
- Tháp viễn thông (cao 325 m)
- Khu thể thao liên hợp Atletion
- Tòa nhà Light House (142 m, cao nhất Đan Mạch, đang xây dựng ở khu Cảng, sẽ hoàn thành năm 2010)

## Các nhân vật nổi tiếng
- nhà thông thái (polyhistor) Ole Worm (1588 - 1654)
- nhà thiên văn kiêm kỹ sư Ole C. Rømer (1644 - 1710)
- giáo sư ngôn ngữ học Karl Verner (1846 - 1896)
- Jens Christian Skou, người đoạt giải Nobel hóa học năm 1997

## Các thành phố kết nghĩa
Ẩhus có các thành phố kết nghĩa sau đây:
- Bergen, Na Uy (từ năm 1946)
- Gothenburg, Thụy Điển (từ năm 1946)
- Turku, Phần Lan (từ năm 1946)
- Kujalleq, Greenland (từ năm 1962)
- Cáp Nhĩ Tân, Trung Quốc (từ năm 1984)
- Sankt-Peterburg, Nga (từ năm 1989)
- Rostock, Đức (từ năm 2006)